# Minerva (Motorradmarke)

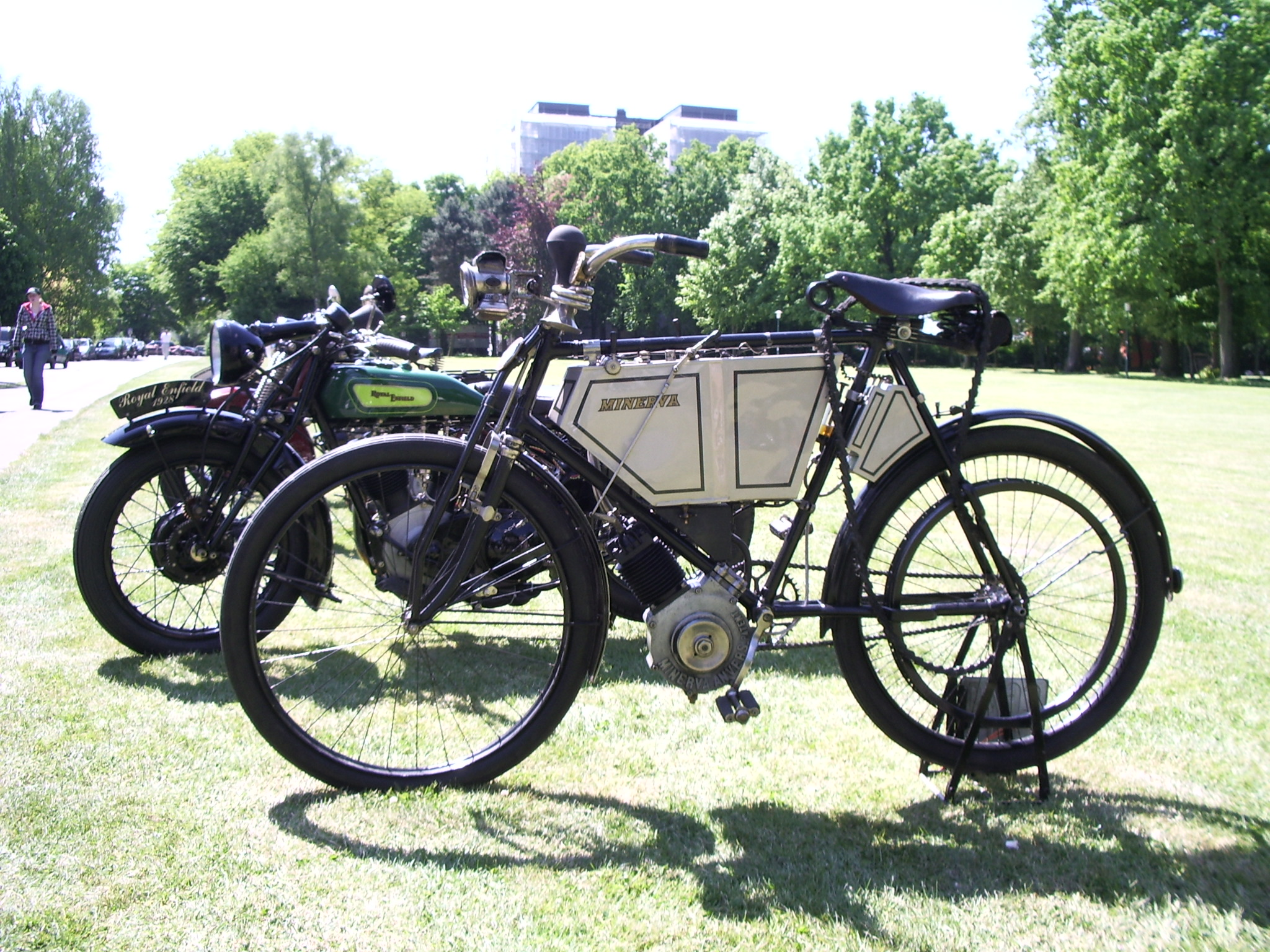
Minerva von 1902

Minerva V2 (1908)

Minerva war eine belgische Motorradmarke. Das Unternehmen Minerva stellte im Laufe der Zeit Fahrräder, Motoren, Motorräder und schließlich Automobile her.
Der Belgier Sylvain de Jong (1868–1928) gründete 1897 die Fahrradfabrik Minerva in Antwerpen. Als die Ingenieure Hermann Lüthi und Ernest Zürcher ihm 1900 einen von ihnen entwickelten 211-cm³-Motor zur Verfügung stellten, entwickelten die drei gemeinsam ein Fahrrad, das sich mithilfe des Motors in ein Motorrad umwandeln ließ. 
Dazu wurde der Motor vor dem vorderen Rahmenrohr eingebaut. Der Vergaser funktionierte durch eine Berührungsfläche. Ein gedrehter, runder Lederriemen übertrug die Bewegung der Motorriemenscheibe auf eine andere Riemenscheibe größeren Durchmessers, die an den Hinterradspeichen des Fahrrads angebracht war. Diese Anordnung wurde als Minerva-Position bekannt. Unterhalb des oberen Rahmenrohrs befand sich ein Tank aus Weißblech, der ein Gehäuse umschloss, in dem der Akkumulator für die Zündung per Zündspule untergebracht war. 
Der erste Motor erzielte einen beachtlichen Erfolg, so dass ihm ein zweites, technisch verbessertes Modell folgte. Dieses verfügte über 293 cm³ Hubraum und mechanisch gesteuerte Ventile. Am Ende des plumpen Auspuffrohrs war ein Schalldämpfer angebracht, der einem Marmeladenglas glich. Dieser verbesserte Motor wurde von 75 europäischen Unternehmen verwendet. Unter anderem stieg das Unternehmen Triumph mit diesem Modell 1902 in den Motorradsport ein. Später konnten die Kunden zwischen Motoren mit 262, 345 und 423 cm³ Hubraum wählen.
1903 begann sich Minerva selbst für Motorradrennen zu interessieren und präsentierte ein Werksmodell mit stehend eingebautem 3,5-PS-Motor, ohne Pedale und mit einem kleinen Tank. 1904 gründete das Unternehmen eine neue Fabrik in Bechem bei Antwerpen, wo Automobile ebenfalls unter der Marke Minerva entstehen sollten. 
Unterdessen hatten viele ehemalige Kunden mit der Herstellung eigener Motoren begonnen oder kauften bei anderen Unternehmen ein. Das belgische Unternehmen beschloss, mit eigenen kompletten Motorrädern zu kontern. Es entstand eine große Maschine mit einem V-Zweitaktmotor und 7 PS. 1907 fertigte Minerva 1200 Motorräder, deren Motoren 2,7 , 3,5 und 4,5 PS leisteten. Die gefederte Gabel hatte schon zuvor den verstärkten starren Rahmen ersetzt. Außerdem wurde ein ungewöhnlicher Motor mit 2,75 PS hergestellt, bei dem der Magnet über Schubstangen und Exzenter angetrieben wurde. Noch vor 1910 stellte Minerva die Motorradproduktion ein und konzentrierte sich ganz auf Automobile.